# Área salvaje Izembek
El área salvaje Izembek (en inglés: Izembek Wilderness) es un área salvaje de los Estados Unidos que se encuentra en el estado de Alaska, frente a la bahía de Bristol; el territorio comprende 124 636 ha. Toda la tierra del Refugio Nacional de Vida Silvestre de Izembek ha sido designada como un área salvaje, con alguna excepción en ciertas partes, debido a la existencia de varias propiedades privadas. El área fue designada como un área salvaje en 1980, con la aprobación de la Alaska National Interest Lands Conservation Act.

## Fauna
El área salvaje Izembek alberga un cuarto de millón de aves migratorias cada otoño, incluyendo la población del mundo entero de brantas negras (aves anseriformes) y miles de gansos de Canadá y varias especies de patos y aves playeras. La laguna de Izembek tiene una de las mayores praderas de zosteras marinas del mundo, proporcionando alimento y refugio para las aves. Los cisnes viven en el refugio todo el año y miles de ballenas grises, ballenas minke, y orcas migran a lo largo de la costa. Cientos de miles de salmones desovan en el área salvaje. Otras especies comunes en el territorio de Izembek son el oso pardo, la foca, morsa, el león marino de Steller, la nutria de mar, y el caribú meridional de la península de Alaska.